# Castrul roman de la Buciumi
Castrul de la Buciumi, județul Sălaj, a fost un puternic punct fortificat în sistemul defensiv al Daciei romane, asigurând apărarea zonei Porolissum. Ansamblul de piatră a fost construit în anul 114 și a fost sediul cohortei a II-a Augusta Brittonum.

## Imagini

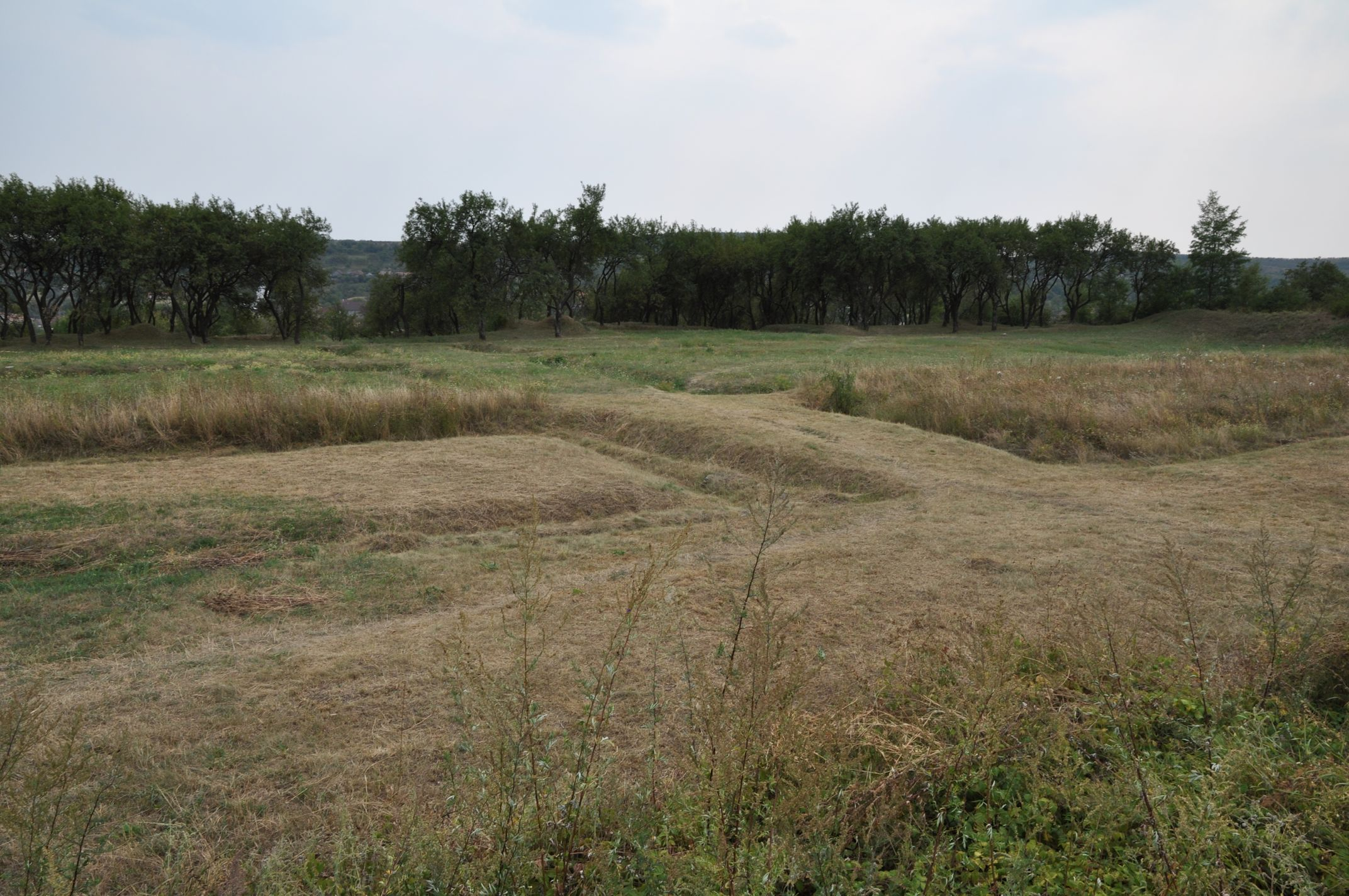
Via Praetoria
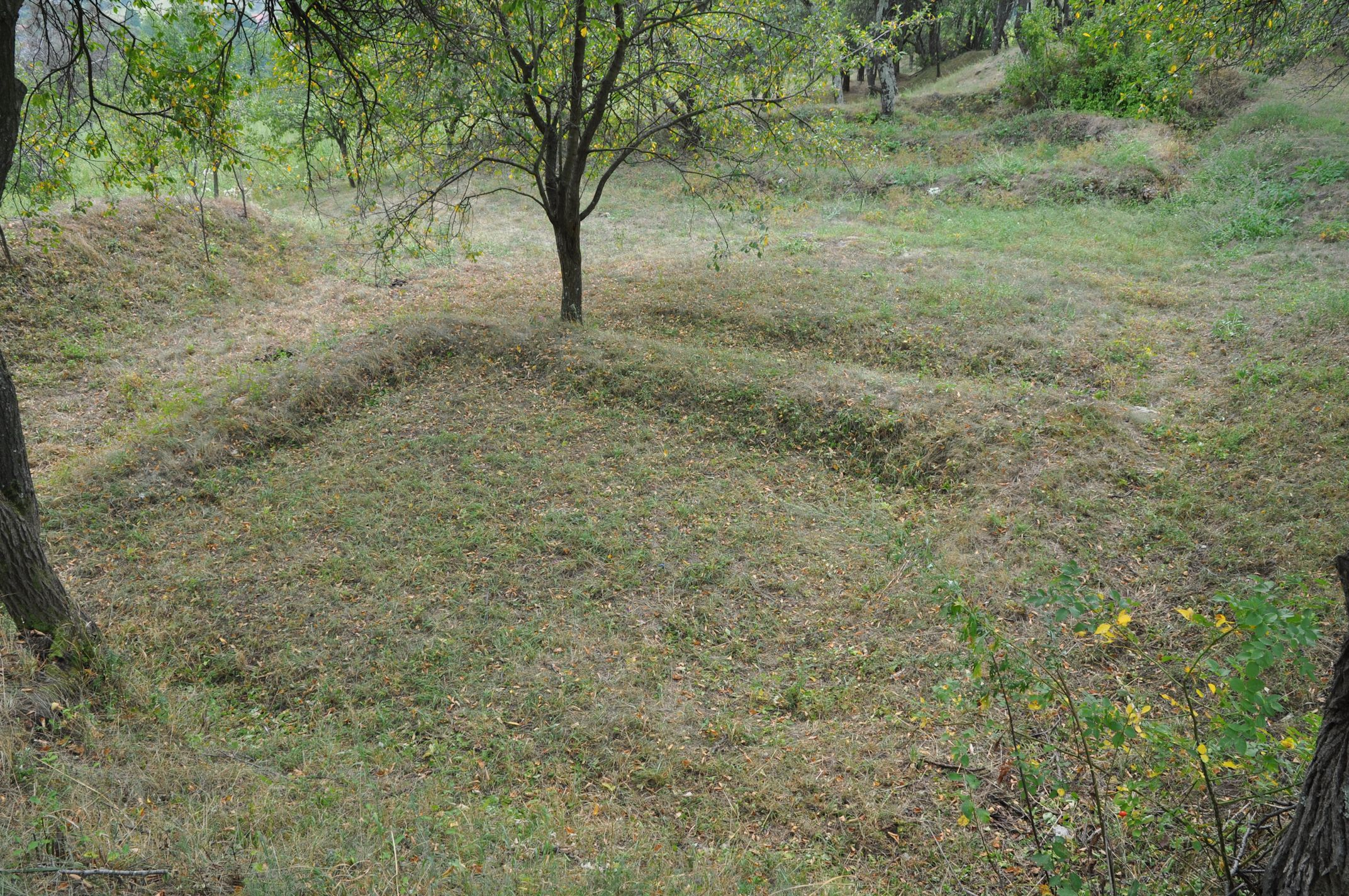
Porta Praetoria
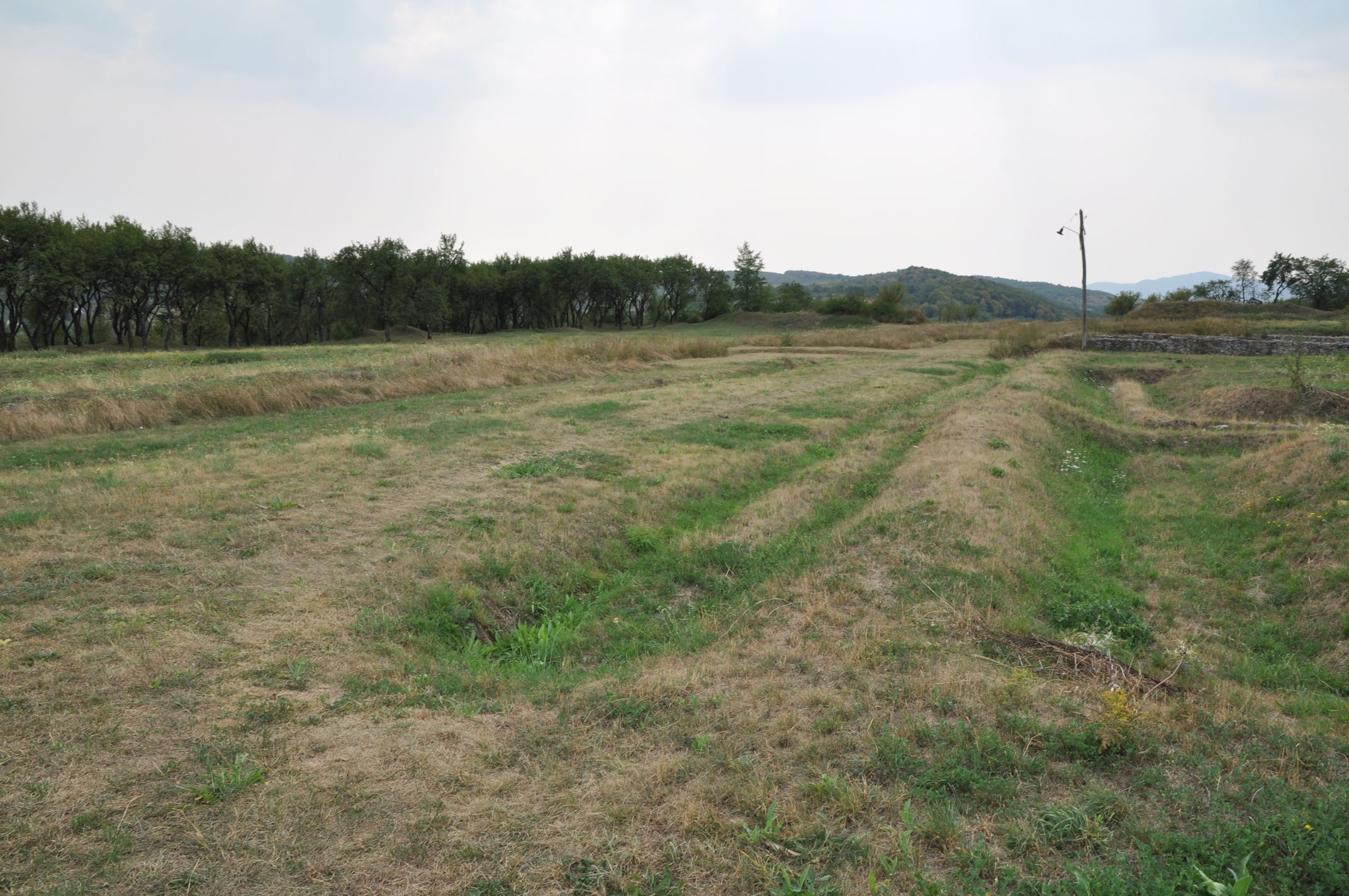
Via Principalis
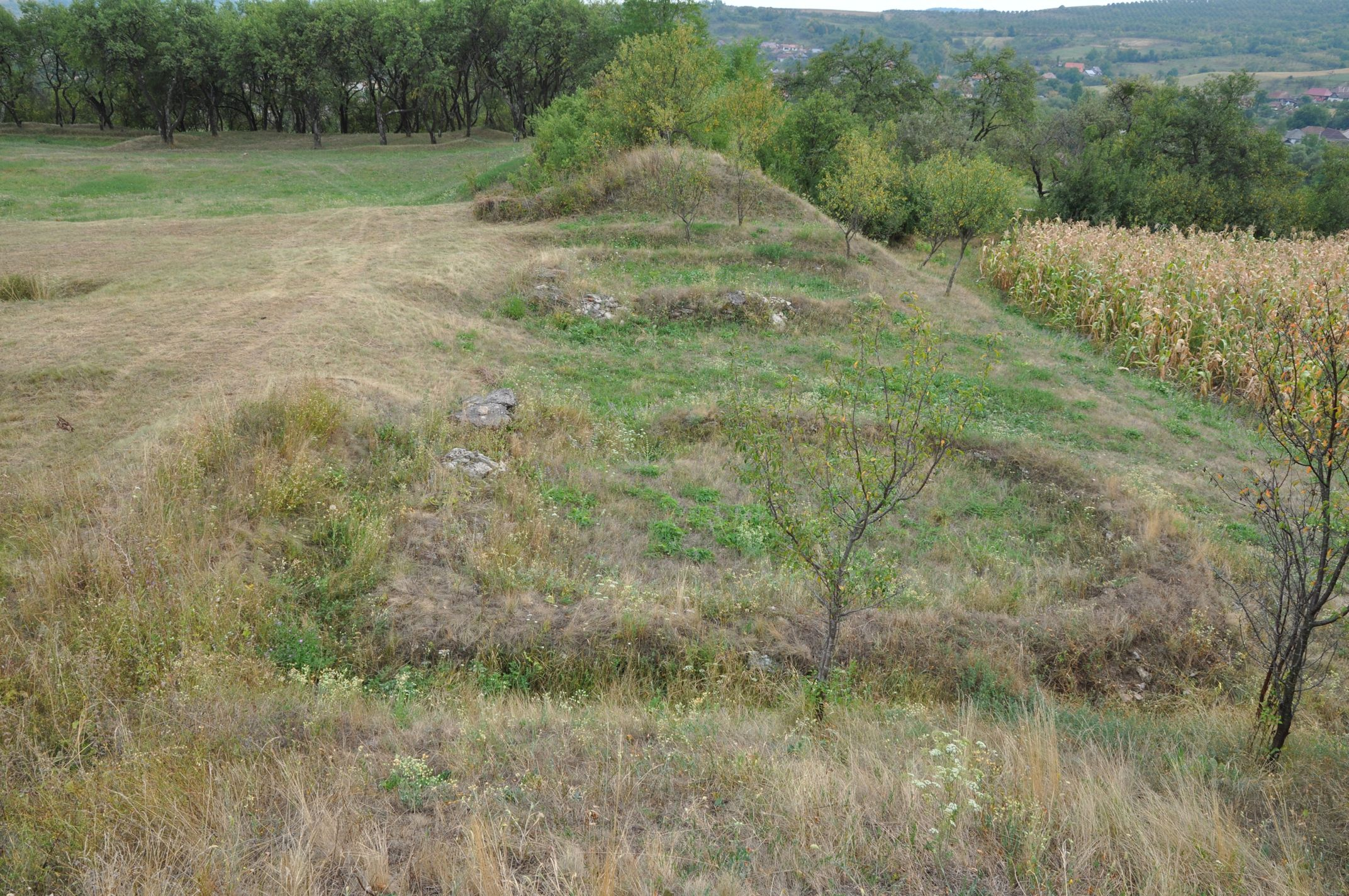
Porta Principalis Dextra (poarta principală dreaptă)
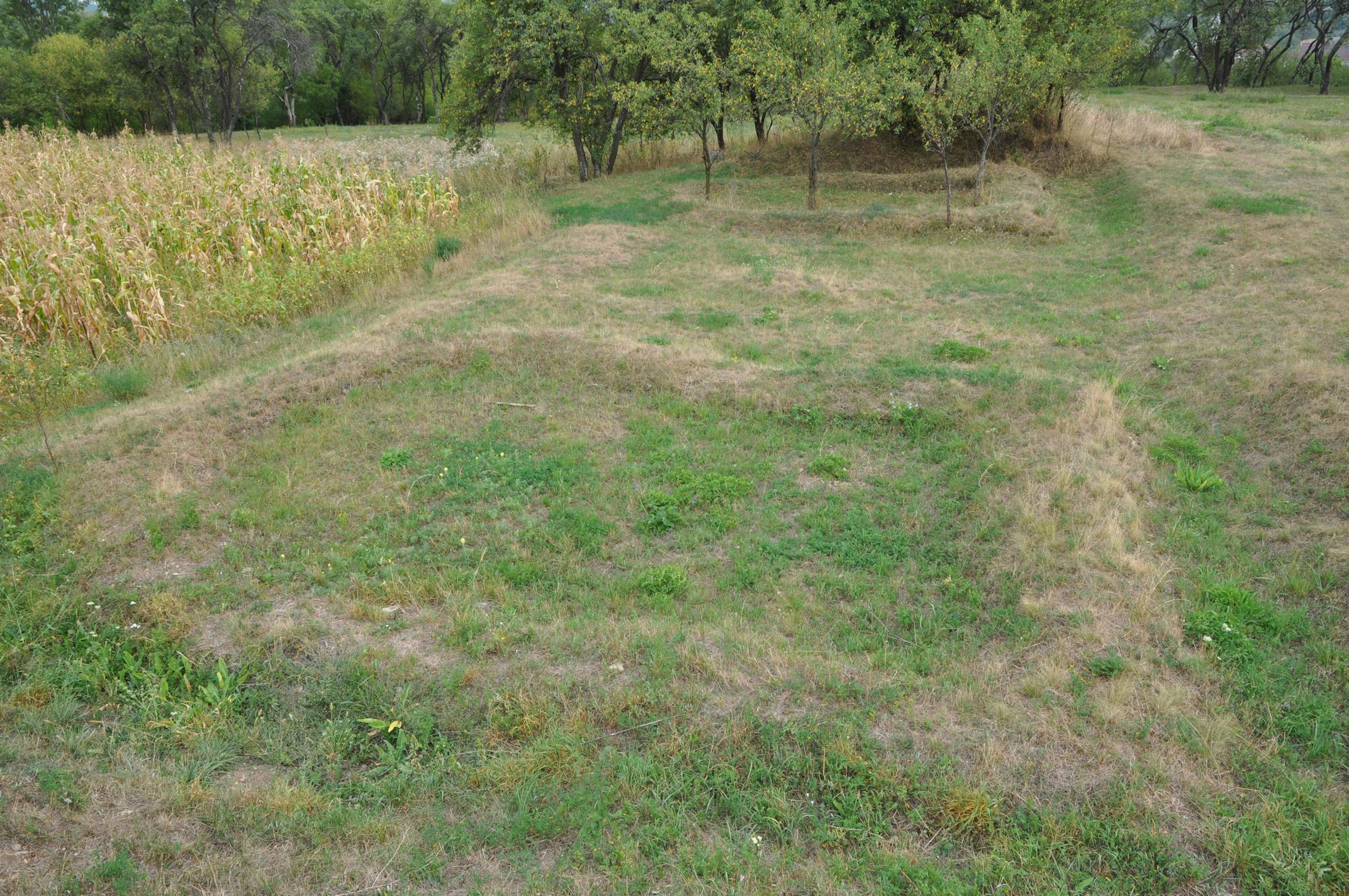
Porta Principalis Sinistra (poarta principală stângă)
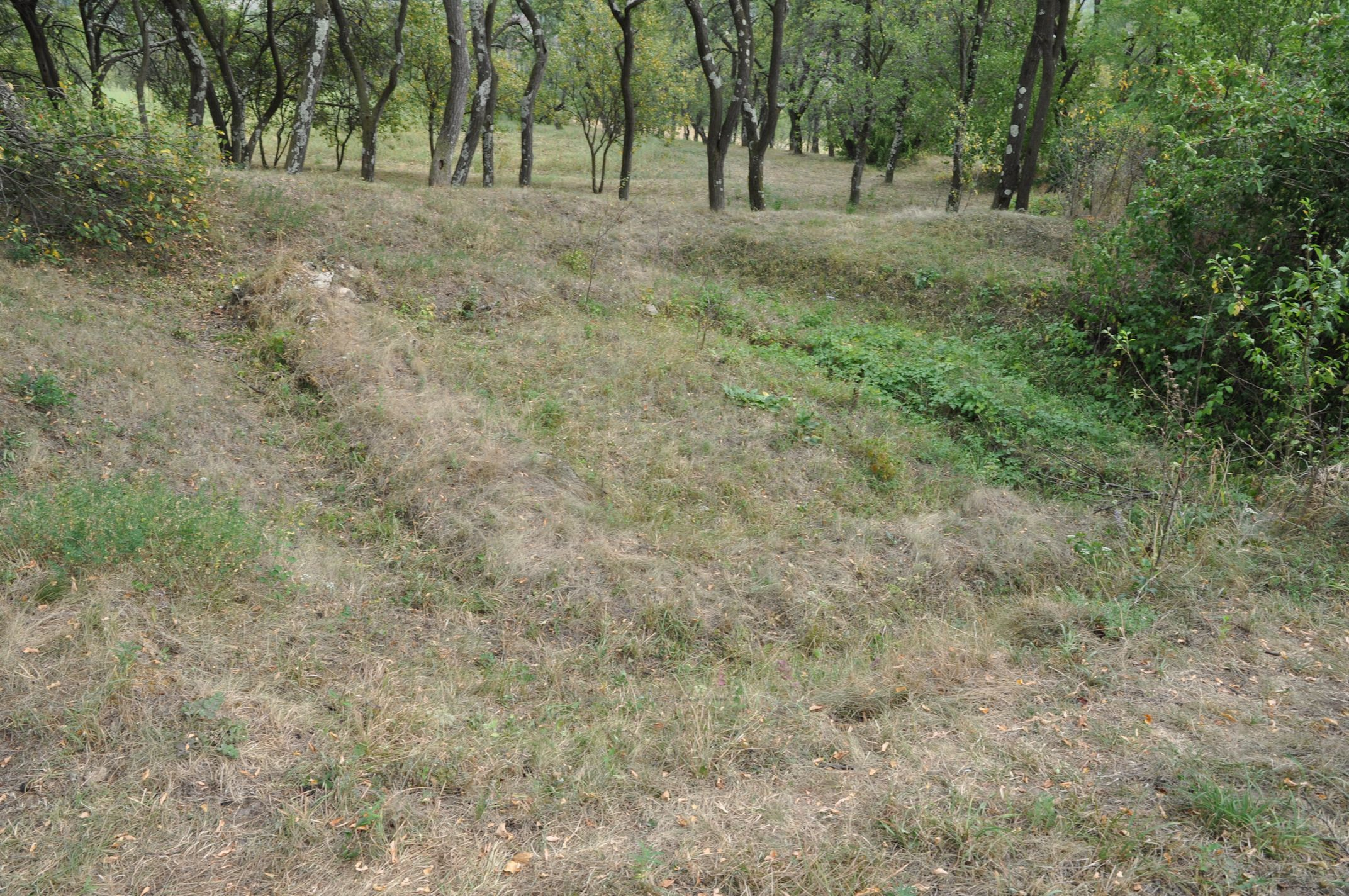
Turnul sudic
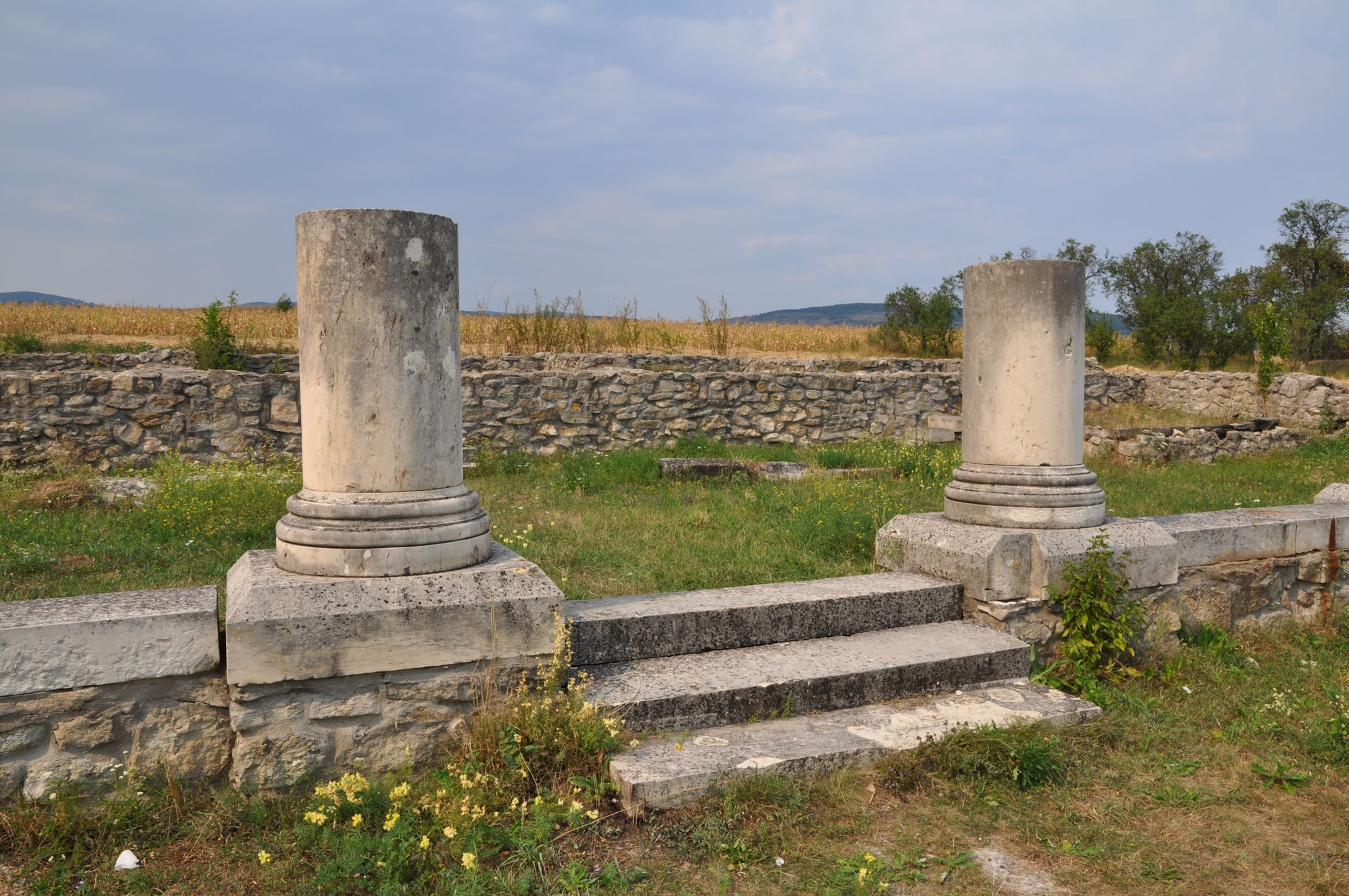
Coloanele Principiei
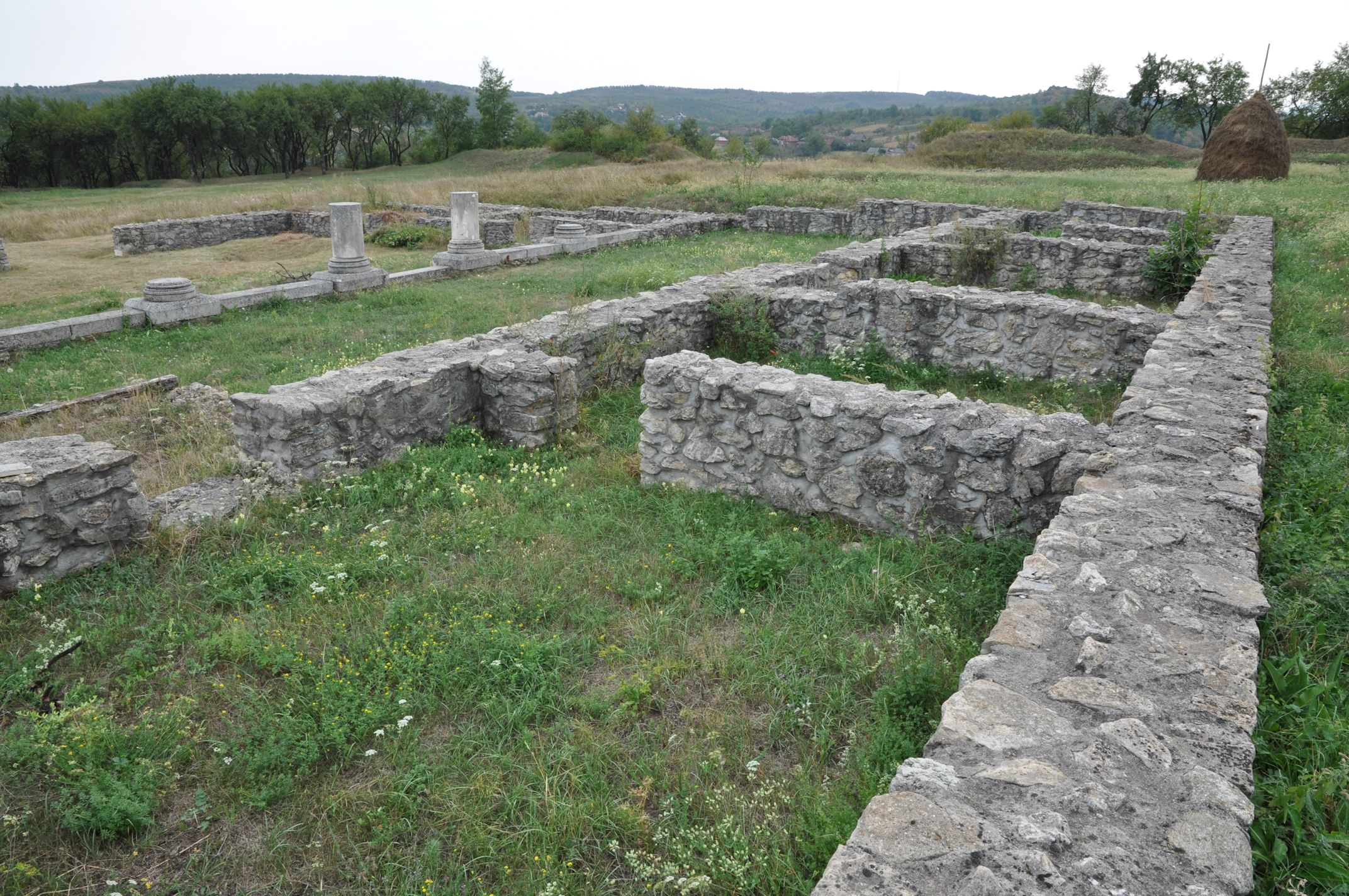
Principia